# Dirk Pusch

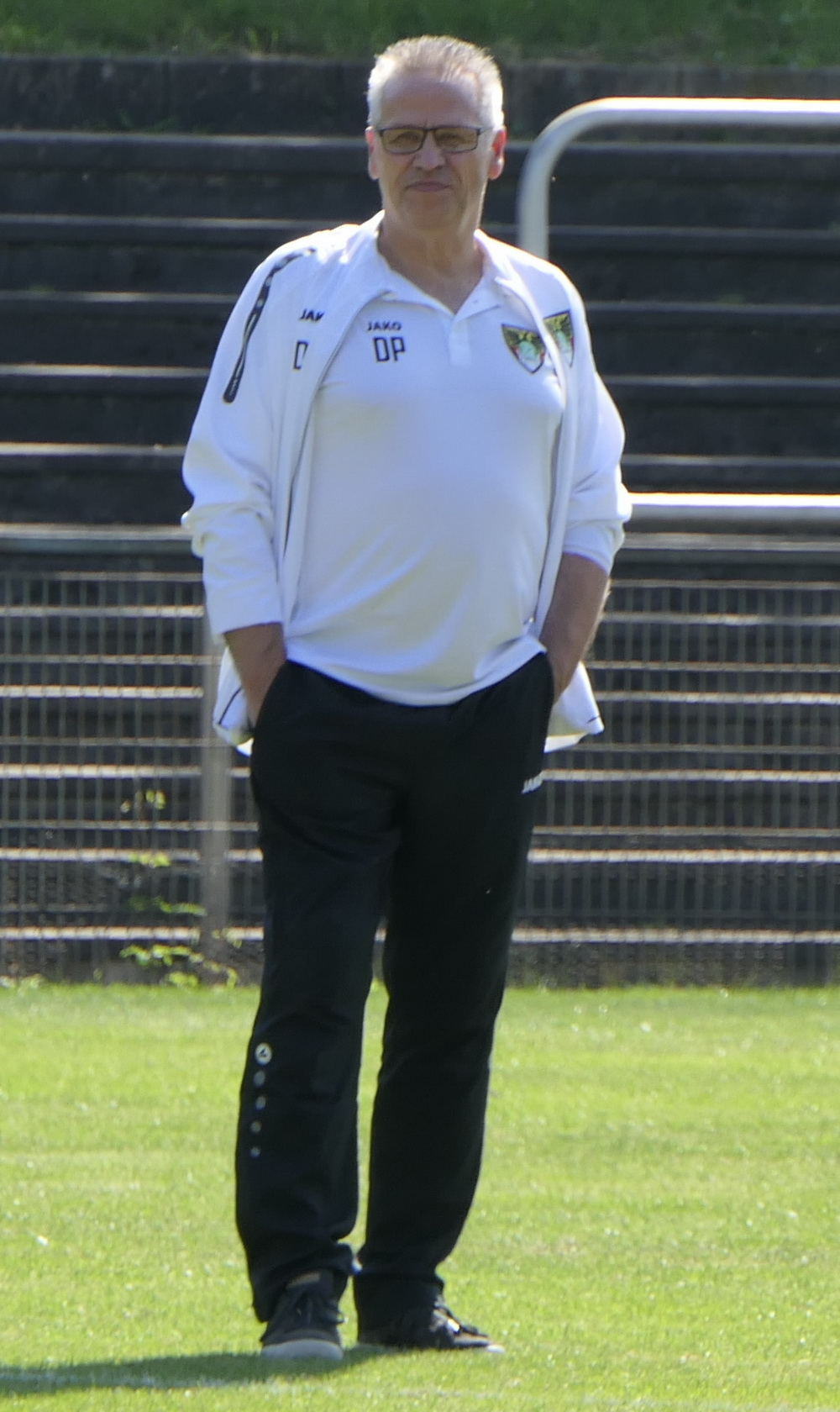
Dirk Pusch am 15. September 2019

Dirk Pusch (* 30. Januar 1962 in Mülheim) ist ein ehemaliger deutscher Fußballspieler, der von 1981 bis 1994 als Aktiver von Rot-Weiss Essen und dem Wuppertaler SV insgesamt 321 Spiele in der 2. Bundesliga absolviert und dabei 12 Tore erzielt hat. Nach seiner Karriere als Spieler war Pusch als Trainer tätig, zuletzt trainierte er den FSV Duisburg.

## Laufbahn
Aus der Jugend von Rot-Weiß Mülheim war der Abwehrspieler und defensive Mittelfeldspieler 1978 zur Hafenstraße nach Essen gekommen. Als im Sommer 1981 Willi Lippens sich für das Amateurlager reamateurisieren ließ und Frank Mill an den Bökelberg zu Borussia Mönchengladbach wechselte, bekam Pusch unter Trainer Alexander Mandziara an der Seite von Matthias Herget und Karl Richter die Chance zur Bewährung in der 2. Liga. Die Mannschaft aus Bergeborbeck belegte den 11. Rang und Pusch hatte in 21 Ligapartien und drei DFB-Pokalspielen mitgewirkt. Den Durchbruch schaffte er im Dezember 1981 im Pokalspiel gegen Bayer Leverkusen mit einer exzellenten Partie. Im zweiten Jahr, 1982/83, kam er schon auf 37 Einsätze, erlebte aber 1983/84 den Abstieg in die Amateur-Oberliga Nordrhein. Dort gehörte er 1985 unter Trainer Dieter Tartemann der RWE-Meistermannschaft an, scheiterte aber mit seinen Mannschaftskollegen in der Aufstiegsrunde an den Konkurrenten VfL Osnabrück und Tennis Borussia Berlin. Nach dem zweiten Meisterschaftsgewinn 1986 gelang die Rückkehr in die 2. Liga. Als Aufsteiger platzierte sich Rot-Weiss Essen 1986/87 auf den 10. Rang und Pusch war dabei in 35 Spielen aufgelaufen.
Unter dem seit 1986 als Trainer amtierenden ehemaligen Torjäger Horst Hrubesch wollte man 1987/88 einen Platz im oberen Tabellendrittel anpeilen. Nach neun Spieltagen wurde das ehemalige „Kopfball-Ungeheuer“ durch Peter Neururer ersetzt, der auch wiederum nach neun Ligaspielen kurzzeitig durch Horst Franz abgelöst wurde, ehe Lothar Buchmann die Mannschaft aus dem Georg-Melches-Stadion in den restlichen 17 Spielen noch auf den 11. Rang führen konnte. Dieter Bast führte die Einsatzliste mit 37 Spielen an, Pusch erzielte zwei Tore in 35 Einsätzen. Das Trainerkarrusell drehte sich in Essen munter weiter, auch 1988/89 musste Pusch mit drei Trainern die Anforderungen der Zweiten Liga meistern. Buchmann wurde durch Siegfried Melzig abgelöst, danach versuchte Hans-Günter Neues sein Glück. Als es unter Hans-Werner Moors 1989/90 auf den sechsten Rang nach vorne ging, führte Pusch mit 37 Einsätzen die RWE-Liste vor Dirk Helmig und Willi Landgraf an. In der Runde 1990/91 belegte RWE den 15. Rang, musste aber durch Lizenzentzug den Weg in das Amateurlager antreten. Pusch hatte wiederum in 35 Ligaspielen mitgewirkt. Von 1981 bis 1991 war Pusch nicht aus dem RWE-Team wegzudenken. Er absolvierte insgesamt 348 Pflichtspiele für Rot-Weiss Essen und wurde zum 100-jährigen Vereinsjubiläum in die rot-weisse Jahrhundertelf gewählt. 1991 ging er zum Wuppertaler SV und schloss im Stadion am Zoo weitere 68 Zweitligaspiele mit neun Toren an.
Dirk Pusch ist im Besitz der A-Trainerlizenz und war von 1998 bis 2002 Trainer des VfB Speldorf. Von 2002 bis 2005 trainierte er den Oberligisten Ratingen 04/19. Von 2015 bis 2019 war er wieder bei seinem Stammverein Rot-Weiß Mülheim als Trainer tätig. In der Rückrunde der Saison 2018/19 wechselte er zum Bezirksliga-Konkurrenten Mülheimer FC 97. Im Sommer 2019 wurde er vom Bezirksliga-Aufsteiger Duisburger FV 08 verpflichtet, er verließ den Verein nach der wegen der COVID-19-Pandemie vorzeitig abgebrochenen Spielzeit 2020/21 mit unbekanntem Ziel. Am 14. März 2022 stellte ihn Oberligist FSV Duisburg als neuen Trainer vor, im Mai 2022 trennten sich die Wege nach acht Spielen wieder.